# Такомисьле
Такомисьле (пол. Takomyśle) — село в Польщі, у гміні Ґодзеші-Великі Каліського повіту Великопольського воєводства.
Населення — 93 особи (2011).
У 1975-1998 роках село належало до Каліського воєводства.

## Демографія
Демографічна структура станом на 31 березня 2011 року:
|          | Загалом | Допрацездатний вік | Працездатний вік | Постпрацездатний вік |
| -------- | ------- | ------------------ | ---------------- | -------------------- |
| Чоловіки | 46      | 3                  | 34               | 9                    |
| Жінки    | 47      | 14                 | 21               | 12                   |
| Разом    | 93      | 17                 | 55               | 21                   |